# Kulumenahalli, Madhugiri
Kulumenahalli là một làng thuộc tehsil Madhugiri, huyện Tumkur, bang Karnataka, Ấn Độ.